# André Blanc
André Blanc (? – ?) francia labdarúgóedző.
Eredetileg fizioterapeuta volt, aki az 1942-43-as évadra lett az Olympique de Marseille menedzsere. Ebben a szezonban megnyerte a Coupe de France-t.